# Eiji Aonuma
Eiji Aonuma  ( 青沼 英二 ?,  Aonuma Eiji ), nome di battesimo Eiji Onozuka (小野塚 英二?) (Nagano, 16 marzo 1963) è un autore di videogiochi giapponese.
Attualmente lavora per Nintendo ed è il Manager dell'EAD Software Group No. 3; è quindi il produttore dei titoli della serie The Legend of Zelda, per cui ha curato o supervisionato tutti i capitoli a partire da The Legend of Zelda: Ocarina of Time.

## Biografia

### Formazione
Aonuma ha frequentato il Tokyo National University of Fine Arts and Music dove si è laureato in Design, lavorando su figure meccaniche in movimento. Si è laureato nel 1988.

### Nintendo
Dopo la laurea, Aonuma fece un colloquio per lavorare in Nintendo, dove incontrò Shigeru Miyamoto, a cui, durante il colloquio, mostrò alcuni esempi del suo lavoro all'università. I suoi primi progetti erano inerenti alla progettazione grafica, la creazione di sprite per il Nintendo Entertainment System come  NES Open Tournament Golf. Aonuma poi diresse lo sviluppo di Marvelous: Mōhitotsu no Takarajima. In seguito Miyamoto reclutò Aonuma per unirsi al team di sviluppo della serie Zelda. Uno spostamento attribuì Aonuma al suo lavoro su Marvelous. Pochi anni più tardi completò il lavoro su Ocarina of Time per Nintendo 64. In seguito, continuò a lavorare sui giochi seguenti della serie, quali Majora Mask, il sequel per Nintendo 64 di Ocarina of Time e The Wind Waker, il primo gioco della serie Zelda per Nintendo GameCube. Dopo The Wind Waker, Aonuma si occupò di altri progetti, ma Miyamoto lo convinse a continuare con la serie. In seguito finì di lavorare su Twilight Princess, il secondo gioco principale della serie per Gamecube e gioco di lancio per Wii. Aonuma è stato eletto Designer dell'anno per il suo lavoro su Twilight Princess al 2006 1Up Network Awards dell'Electronic Gaming Monthly. Ha poi completato il lavoro su un sequel di The Wind Waker per Nintendo DS, Phantom Hourglass, seguito da un altro titolo per Nintendo DS, Spirit Tracks. Ha anche contribuito allo sviluppo di Link's Crossbow Training, il primo gioco ad usare il Wii Zapper.
Recentemente ha fatto parte del team di sviluppo di Tears of the Kingdom per Nintendo Switch.

### Altri lavori
Aonuma è un membro della banda "The Wind Wakers", così chiamata dopo l'uscita di The Legend of Zelda: The Wind Waker, composta da diversi dipendenti di Nintendo che fanno dei concerti quattro volte all'anno per i dipendenti della compagnia. Suona le percussioni, compresi strumenti come bongo, conga e timpani.4

## Ludografia
| Titolo del videogioco                       | Pubblicazione | Console               | Ruolo        |
| ------------------------------------------- | ------------- | --------------------- | ------------ |
| NES Open Tournament Golf                    | 1991          | NES                   | Designer     |
| Marvelous: Mōhitotsu no Takarajima          | 1996          | Super Famicom         | Direttore    |
| The Legend of Zelda: Ocarina of Time        | 1998          | Nintendo 64           | Co-Direttore |
| The Legend of Zelda: Majora's Mask          | 2000          | Nintendo 64           | Co-Direttore |
| The Legend of Zelda: The Wind Waker         | 2002          | GameCube              | Direttore    |
| The Legend of Zelda: Four Swords Adventures | 2004          | Game Boy              | Produttore   |
| The Legend of Zelda: The Minish Cap         | 2004          | GBA                   | Supervisore  |
| The Legend of Zelda: Twilight Princess      | 2006          | GameCube/Wii          | Direttore    |
| Link's Crossbow Training                    | 2007          | Wii                   | Produttore   |
| The Legend of Zelda: Phantom Hourglass      | 2007          | Nintendo DS           | Produttore   |
| The Legend of Zelda: Spirit Tracks          | 2009          | Nintendo DS           | Produttore   |
| The Legend of Zelda: Skyward Sword          | 2011          | Wii                   | Produttore   |
| The Legend of Zelda: A Link Between Worlds  | 2013          | Nintendo 3DS          | Produttore   |
| The Legend of Zelda: Breath of the Wild     | 2017          | Wii U/Nintendo Switch | Produttore   |
| The Legend of Zelda: Tears of the Kingdom   | 2023          | Nintendo Switch       | Produttore   |
| The Legend of Zelda: Echoes of Wisdom       | 2024          | Nintendo Switch       | Produttore   |